# 胡斯特貝克河
51°40′30″N 7°38′15″E / 51.6749°N 7.6374°E
胡斯特貝克河（德語：Hustebecke），是德國的河流，位於該國西部，處於北萊茵-威斯特法倫州，屬於霍訥河的左支流，河道全長2.5公里，發源自韋爾訥。